# Capea

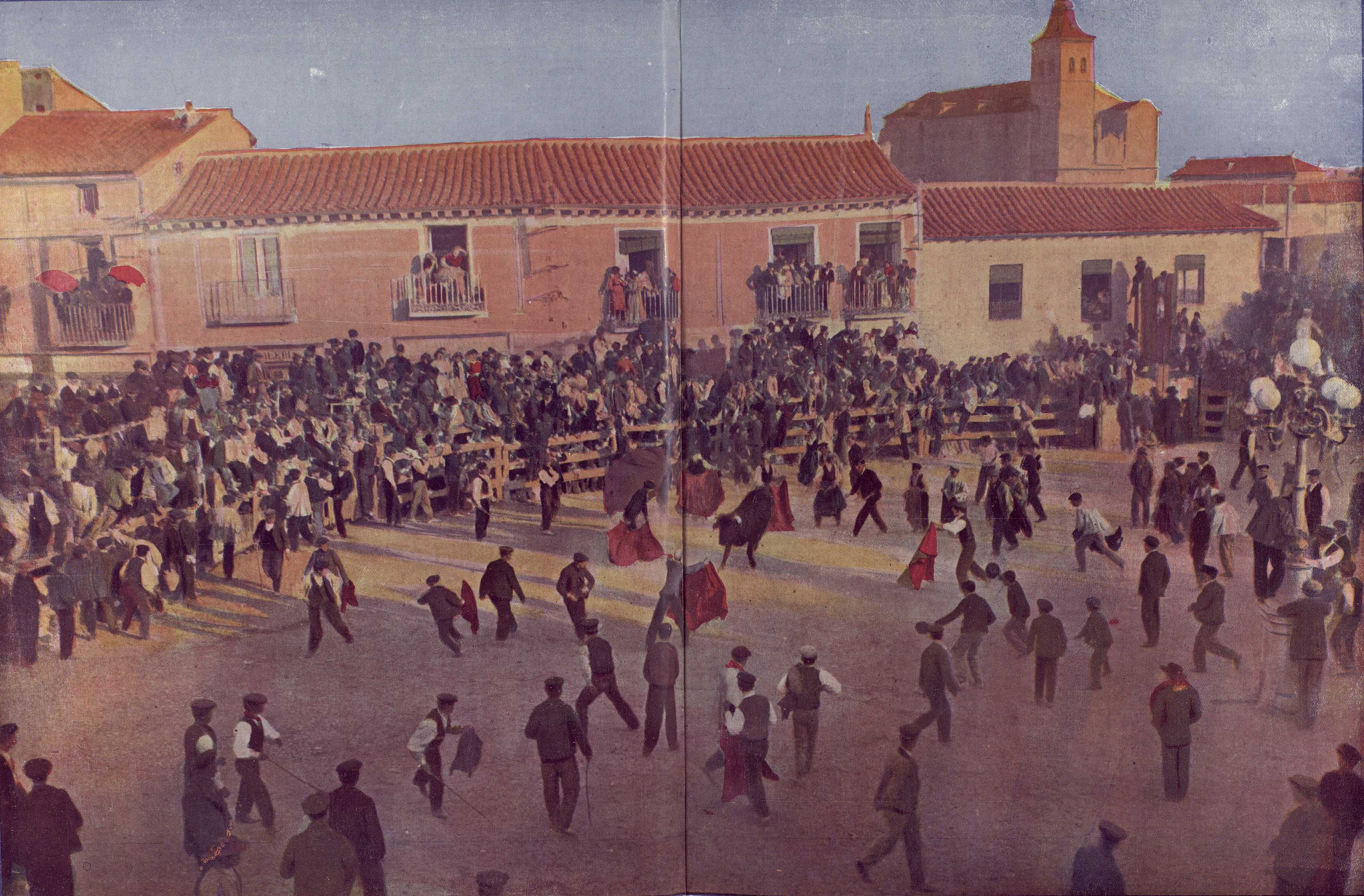
Una capea en Getafe (1915)

La capea, también conocida como becerrada y antiguamente citada además como novillada, es un festejo taurino popular menor en el que se lidian novillos —menores de tres años— o becerros —res menor de dos años— para aficionados según las costumbres de cada localidad.  No debe confundirse con las sueltas populares de vaquillas.
El cartel anunciador de capeas con más antigüedad de los conservados es de 1769, tuvo lugar en Tarragona y fueron anunciados los oficiales y cadetes de la 3ª división de la Legión primera Hispana.

## Etimología
La Real Academia Española define capea como la acción de capear, es decir realizar suertes con la capa y en la segunda acepción la capea es una lidia de becerros o novillos realizada por aficionados.
En el Nuevo tesoro lexicográfico de la lengua española  el término taurino aparece por primera vez en el año 1914 en el diccionario Academia Usal con la definición: «Lidia de becerros o novillos que suele ejecutarse en algunos pueblos por aficionados».

## Origen
En su origen capea fue el nombre que recibió la lidia de reses sin orden alguno ni ajustadas al reglamento taurino de su época. Se tiene constancia de la realización de capeas profesionales desde el siglo XV, dichas reses si eran corridas en capeas se recuperaban y se percibían indemnizaciones por los daños que hubiesen sufrido durante el festejo.  En el siglo XX la capea pasó a ser una lidia de novillos realizado en las plazas de tientas de las fincas ganaderas en la que los maletillas y aspirantes a toreros profesionales practicaban.

## Características

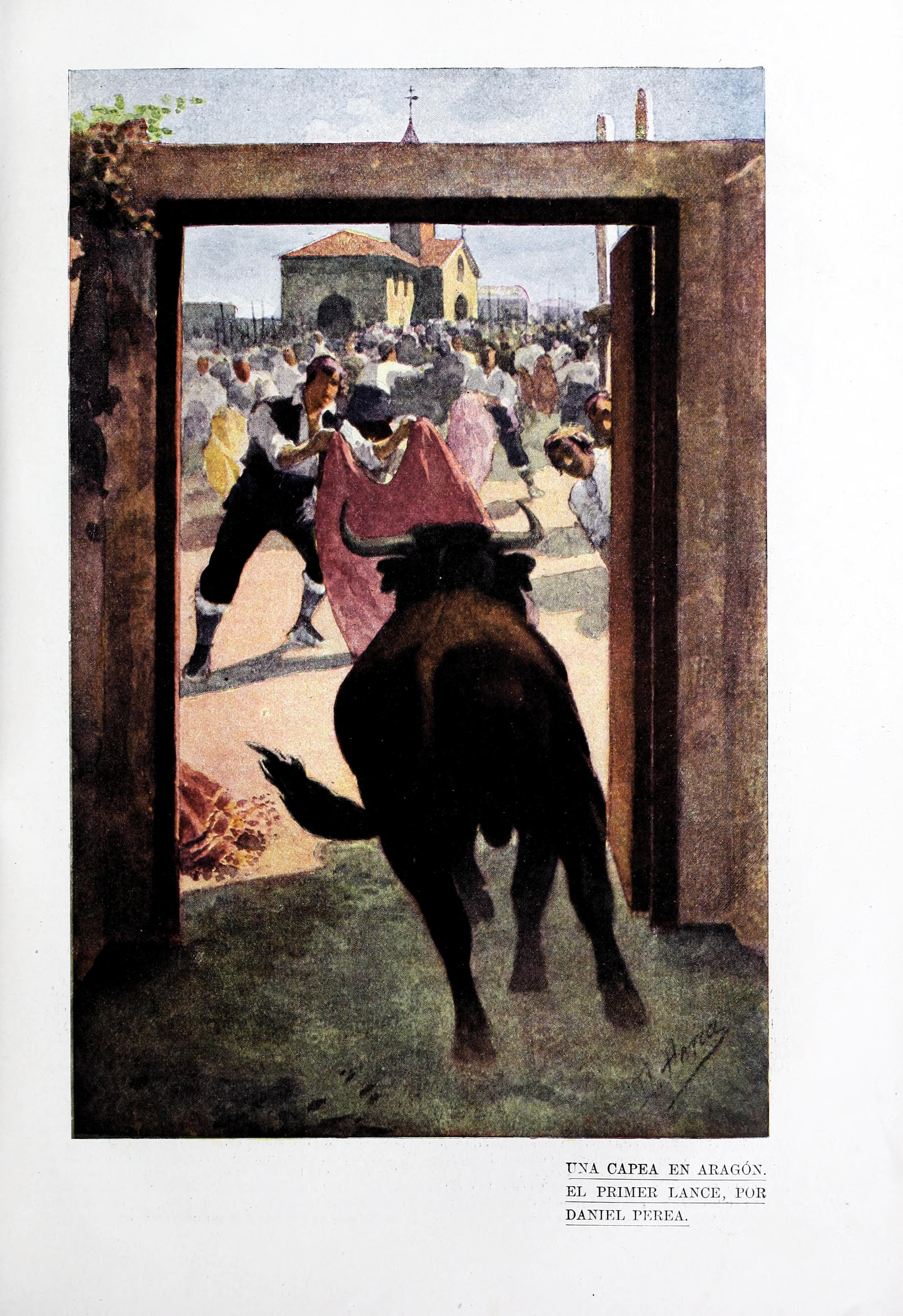
«Una capea en Aragón. El primer lance» de Daniel Perea

La capea se realiza además en las fiestas populares en muchos pueblos de España y en las fincas ganaderas con motivo de eventos especiales como pueden ser los herraderos o jornadas camperas y se realizan contratadas para celebraciones sociales (bodas, despedidas de solteros u otras).
La capea consiste en la suelta de novillos o becerros (según el tipo de capea) en la plaza de la localidad cercada o en la plaza de tientas de la finca ganadera habitualmente para recreo de la afición.
A diferencia de los festejos taurinos en las capeas no se sigue un orden ni hay una lidia de la res. No se produce la muerte del animal, salvo si son machos de toros de lidia, ya que por sus características y el sentido que desarrollan hacen inviable que puedan ser lidiados de nuevo.

## Tipos de capeas
Según la lidia que se lleve a cabo:
- capeas por aficionados no profesionales
- profesionales que lidien becerros
- cuadrillas de toreros y cuadrillas infantiles que inician su aprendizaje con reses menores

## Legislación
La capea no es una forma de tauromaquia como las corridas de toros o las novilladas, sino que es un tipo de espectáculo popular por lo que está recogida en el reglamento de espectáculos taurinos como tal en el capítulo I artículo 2 y capítulo II artículo 10. Corresponde a las comunidades autónomas su regulación en las fiestas populares.

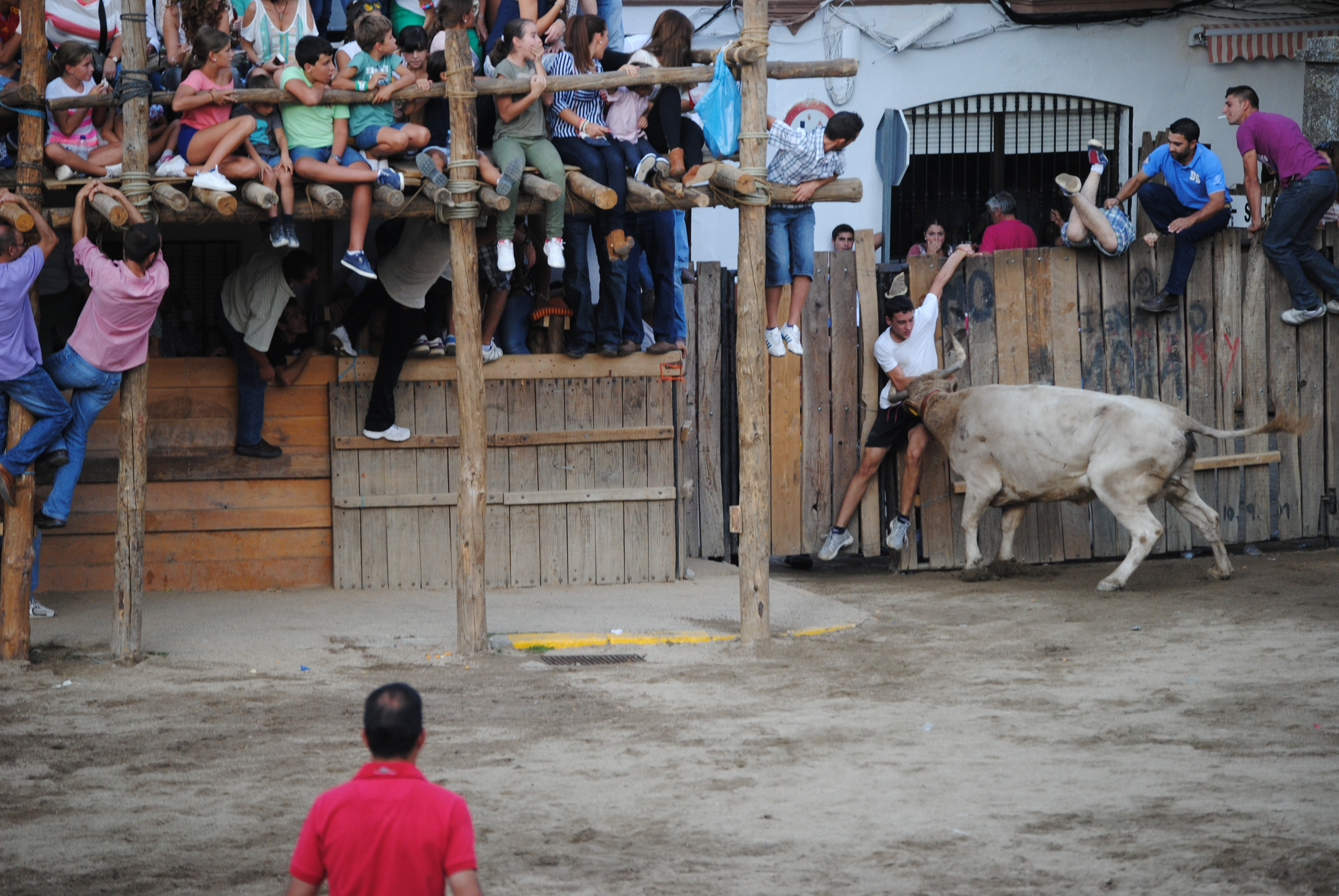
Capea en Segura de León

## Prohibiciones
Al igual que sucedió con las corridas de toros y demás festejos taurinos, las capeas también se vieron afectadas por las diferentes prohibiciones emitidas a lo largo de la historia de la tauromaquia. En 1800 fueron suspendidas en la zona de Levante; en 1805 por decreto de Godoy y por la ley del 5 de febrero de 1808 fueron suspendidas las capeas, las corridas en las calles y en las plaza públicas, afectando a los toros ensogados y a los que no. Ante la falta de atención a la orden gubernamental, se resolvió prohibir a los menores de dieciséis años actuar en festejos taurinos de cualquier tipo, con toros o novillos. Los festejos taurinos fueron restaurados por el gobierno de José Bonaparte en 1811.
En España con la Real Orden de junio de 1928  fueron prohibidas las capeas de todos los tipos. Durante la dictadura de Miguel Primo de Rivera también fueron prohibidas las capeas. El 21 de diciembre de 1929 una nueva regulación afecta a la asistencia de menores de catorce años a festejos taurinos de todo tipo, esta fue derogada por la Orden del 10 de mayo de 1982.
Otras medidas tomadas contra las capeas fueron la Orden Ministerial de 28 de agosto de 1931, las Órdenes de 2 de septiembre y de 23 de diciembre de 1931.

## Artes plásticas
El pintor taurino Roberto Domingo viajó a Madrid en 1906 para presenciar corridas de toros al estar prohibidas en Francia, durante su estancia recorrió diferentes zonas de los alrededores de Madrid para asistir a varias capeas acompañado del ilustrador Luis Bagaría, una de ellas fue en Chinchón. El pintor francés plasmó en su obra pictórica diferente momentos de las capeas, temas que fueron pintados de memoria sin apuntes previos.

## Antitauromaquia
Algunos partidos políticos como Bildu y colectivos en defensa de los animales consideran la suelta de vaquillas y sokamuturras como una forma de maltrato animal, y buscan su prohibición por considerar que es un espectáculo "decadente", inseguro y poco edificante por el trato que reciben los animales.